# El pallasso i el Führer
El pallasso i el Führer (també El pallaSSo i el Führer) és un telefilm de drama català dirigit el 2007 per Eduard Cortés i produït per Benecé Produccions i Televisió de Catalunya. Fou doblada al català i emesa per primer cop per TV3 el 7 de juny de 2008 segons esadir. tot i que la previsió era que fos estrenada en català el desembre de 2007 i en castellà el febrer de 2008. És basat en el muntatge teatral "Uuuuh!", de Gerard Vázquez, on ja hi actuaren Ferran Rañé i Jordi Martínez.

## Sinopsi
Berlín, any 1944. Her Krauss, un destacat agent de la Gestapo, obliga Charlie Rivel a actuar pel Führer el dia del seu aniversari, el 20 d'abril. Rivel porta tres anys actuant a Alemanya obligat a complir els contractes que té amb empresaris berlinesos. Her Krauss és un artista amateur però sense talent i pretén actuar davant Hitler al costat de Rivel, Alhora, però, dos membres de l'equip de Rivel, Witzi i Golo, han planejat un atemptat que podria canviar el curs de la guerra i de la història de la humanitat.

## Repartiment
- Ferran Rañé	...	Charlie Rivel
- Manel Barceló	...	Krauss
- Jordi Martínez Vendrell...	Witzi
- Pere Arquillué	...	Golo
- Martí Atance	...	Krauss petit

## Recepció
Fou estrenada en el marc de la secció Punto de Encuentro de la Seminci d'aquell any. El juny de 2008 va rebre el Premi de la Crítica al IV Festival de Cinema d'Alacant. Ha rebut el premi a la Millor Pel·lícula al Festival Internacional de Cinema d'Anchorage a Alaska i també ha rebut premis al Festival Inquiet i al Zoom Igualada. També va guanyar el Gaudí a la millor pel·lícula per a televisió.